# Giro de Cerdeña
El Giro de Cerdeña, creado en 1958, es una carrera ciclista disputada en Italia.
Después de 26 años sin edición, la competición reapareció en 2009. La carrera está calificada como 2.1 en el circuito UCI Europe Tour.

## Palmarés
| Año       | Ganador                 | Segundo                 | Tercero                 |
| --------- | ----------------------- | ----------------------- | ----------------------- |
| 1958      | Antonin Rolland         | Désiré Keteleer         | Rik Van Looy            |
| 1959      | Rik Van Looy            | Aldo Moser              | Gastone Nencini         |
| 1960      | Johan De Roo            | Arnaldo Pambianco       | Raymond Impanis         |
| 1961      | Emile Daems             | Arnaldo Pambianco       | Jean Stablinski         |
| 1962      | Rik Van Looy            | Diego Ronchini          | Nino Defilippis         |
| 1963      | Arnaldo Pambianco       | Rik Van Looy            | Franco Cribiori         |
| 1964      | Vittorio Adorni         | Huub Zilverberg         | Guido De Rosso          |
| 1965      | Rik Van Looy            | Romeo Venturelli        | Roberto Poggiali        |
| 1966      | Jacques Anquetil        | Graziano Battistini     | Flaviano Vicentini      |
| 1967      | Luciano Armani          | Pietro Guerra           | Jos Van Der Vleuten     |
| 1968      | Eddy Merckx             | Italo Zilioli           | Vito Taccone            |
| 1969      | Claudio Michelotto      | Giancarlo Polidori      | Giuseppe Fezzardi       |
| 1970      | Patrick Sercu           | Eddy Merckx             | Felice Gimondi          |
| 1971      | Eddy Merckx             | Gosta Pettersson        | Herman Van Springel     |
| 1972      | Marino Basso            | Antoon Houbrechts       | Patrick Sercu           |
| 1973      | Eddy Merckx             | Herman Van Springel     | Gosta Pettersson        |
| 1974      | Rik Van Linden          | Luciano Borgognoni      | Enrico Paolini          |
| 1975      | Eddy Merckx             | Italo Zilioli           | Knut Knudsen            |
| 1976      | Roger De Vlaeminck      | Arnoldo Caverzasi       | Cees Bal                |
| 1977      | Freddy Maertens         | Rik Van Linden          | Patrick Sercu           |
| 1978      | Knut Knudsen            | Ronald De Witte         | Josef Fuchs             |
| 1979      | edición no realizada    | edición no realizada    | edición no realizada    |
| 1980      | Gregor Braun            | Knut Knudsen            | Roberto Visentini       |
| 1981      | edición no realizada    | edición no realizada    | edición no realizada    |
| 1982      | Giuseppe Saronni        | Emanuele Bombini        | Giuseppe Petito         |
| 1983      | Gregor Braun            | Urs Freuler             | Marc Madiot             |
| 1984-1995 | ediciones no realizadas | ediciones no realizadas | ediciones no realizadas |
| 1996      | Gabriele Colombo        | Adriano Baffi           | Maurizio Fondriest      |
| 1997      | Roberto Petito          | Claudio Chiappucci      | Alessandro Bertolini    |
| 2009      | Daniele Bennati         | Oscar Gatto             | Alessandro Ballan       |
| 2010      | Roman Kreuziger         | Christopher Horner      | Thomas Voeckler         |
| 2011      | Peter Sagan             | José Serpa              | Damiano Cunego          |

## Palmarés por países
| País            | Victorias |
| --------------- | --------- |
| Bélgica         | 12        |
| Italia          | 9         |
| Francia         | 2         |
| Alemania        | 2         |
| Países Bajos    | 1         |
| Noruega         | 1         |
| República Checa | 1         |
| Eslovaquia      | 1         |